# Arkadiusz Kuczyński
Arkadiusz Kuczyński (ur. 21 kwietnia 1966 w Trójmieście) – polski duchowny zielonoświątkowy, członek Prezydium Naczelnej Rady Kościoła Zielonoświątkowego w RP w latach 2004–2016.

## Życiorys
W latach 1986–1987 pełnił służbę wojskową. W latach 1988–1992 studiował w Warszawskim Seminarium Teologicznym odbywając w ramach studiów, w latach 1990–1991 roczne stypendium w Center for Ministry Training w USA. W 1992 został ordynowany na duchownego w Kościele Zielonoświątkowym w RP i 13 marca 1994 objął urząd drugiego pastora Zboru Stołecznego Kościoła. W 1999 uzyskał tytuł magistra teologii na Chrześcijańskiej Akademii Teologicznej w Warszawie. Ukończył Szkołę Poradnictwa Rodzinnego oraz Podyplomowe Studium Filozofii i Etyki Uniwersytetu Warszawskiego.
9 kwietnia 2000 został ordynowany na prezbitera i 21 października 2001 został wprowadzony na urząd pierwszego pastora Stołecznego Zboru Kościoła. W kadencjach 2004–2008, 2008–2012 i 2012–2016 był członkiem Prezydium Naczelnej Rady Kościoła Zielonoświątkowego w RP. We wrześniu 2016 w trakcie Synodu Naczelnej Rady Kościoła Zielonoświątkowego w RP bezskutecznie ubiegał się o urząd prezbitera naczelnego Kościoła przegrywając z dotychczasowym prezbiterem naczelnym bp Markiem Kamińskim. Pastor Kuczyński otrzymał 79 głosów zaś Marek Kamiński – 170 głosów. W kadencji 2016–2020 był prezbiterem okręgowym Okręgu centralnego Kościoła.